# Tomasz (biskup płocki)
Tomasz zwany Thomka (zm. po 6 maja 1294) – biskup płocki w latach 1271–1294, być może pochodził z rodu Prusów. Jan Długosz dodatkowo zaznaczył, że był on narodowości polskiej (polonus canonicus).
Ukończył przynajmniej szkołę katedralną, chociaż nie można wykluczyć, że otrzymał staranniejsze wykształcenie – przez Jana Długosza uznawany był za człowieka uczonego, co miało mu pomóc otrzymać godność biskupa. Przed objęciem biskupstwa płockiego był kanclerzem księcia mazowieckiego Siemowita I, który to urząd objął przed 21 kwietnia 1256. Z kolei w dokumencie z 19 listopada 1257 świadkuje jako kanonik płocki na dokumencie biskupa płockiego Andrzeja Ciołka. W 1282 odbył podróż na Pomorze Gdańskie.